# Dionizy Pietrusiński
Dionizy Pietrusiński (ur. 3 marca 1930 w Jaworze Soleckim, zm. 10 listopada 2020 w Lublinie) – polski duchowny rzymskokatolicki, kanonik honorowy kapituły lubelskiej, doktor nauk humanistycznych, autor książek.

## Życiorys
Należał do grona wychowanków ks. Zygfryda Berezeckiego. Święceń prezbiteratu udzielił mu bp Piotr Kałwa 17 grudnia 1955 w Lublinie. W latach 1955–1961 studiował filologię klasyczną. Przez pierwsze 10 lat kapłaństwa odprawiał Msze Święte w klasycznym rycie rzymskim. Pełnił posługę w kościołach: pw. Świętego Ducha (w latach 1957–1964), pw. Wniebowzięcia NMP Zwycięskiej (gdzie w latach 1976–1984 piastował urząd rektora) i pw. Wszystkich Świętych (w latach 1987–1988). Był związany również z parafią pw. Świętego Krzyża w Lublinie, gdzie w 1995 roku miała miejsce uroczystość z okazji 40. rocznicy jego święceń kapłańskich.
Na Uniwersytecie Warszawskim obronił rozprawę doktorską zatytułowaną Apoteoza Cezara Augusta w twórczości Wergiliusza i Horacego, uzyskując stopień doktora nauk humanistycznych. Od 1958 do 1976 pracował jako wykładowca w Metropolitalnym Seminarium Duchownym. Na Katolickim Uniwersytecie Lubelskim prowadził zajęcia z greki i łaciny jako lektor. W latach 1976–1980 pełnił funkcję notariusza kurii lubelskiej. Zajmował stanowisko przewodniczącego Wiadomości Archidiecezji Lubelskiej od 1992 do przejścia na emeryturę w 1997. Wielokrotnie zasiadał w jury Konkursu Recytatorskiego Poezji Religijnej odbywającego się przy parafii Najświętszej Maryi Panny Matki Kościoła w Świdniku.
Zmarł 10 listopada 2020 w lubelskim szpitalu. 19 listopada 2020 został pochowany na cmentarzu przy ul. Lipowej w Lublinie.

## Wybrane książki
- Głoście wszędzie Ewangelię. Rok A (Sandomierz 2010)[12]
- Głoście wszędzie Ewangelię (Sandomierz 2010)
- Głoście wszędzie Ewangelię. Rok B (Sandomierz 2011)
- Głoście chwałę Maryi. Homilie i Kazania Maryjne (Sandomierz 2012)
- Przepowiadajcie Jezusa Chrystusa. Kazania na Uroczystości i Święta Pańskie (Sandomierz 2012)
- Podążajcie drogami świętych. Materiały do kazań (Sandomierz 2013)
- W drodze z cierpiącym Zbawicielem Tomy I–III (Sandomierz 2014)
- Ukochać naukę Bożą. Kazania okolicznościowe (Sandomierz 2016)
- Przystanąć w biegu. Nauki rekolekcyjne (Sandomierz 2017)[13]